# Madison Bugg
Madison „Madi“ Lee Bugg (* 4. August 1994 in Plano, Texas) ist eine US-amerikanische Volleyballspielerin, die seit 2021 beim Roma Volley Club unter Vertrag steht.

## Karriere

### Verein
Bugg begann ihre Karriere 2008 während ihrer High-School-Zeit bei den Cardinal Gibbons, mit denen sie vier Mal Conference Champion sowie drei Mal State Champion wurde. 2012, nach ihrem Abschluss an der Cardinal Gibbons Catholic High School wechselte sie in das Volleyballteam der Stanford University, wo sie bis 2015 aktiv war. Dort spielte sich die Zuspielerin mit 5014 Assists auf Platz 2 der ewigen Bestenliste und erreichte mit 121 Assen in 131 Spielen Platz 8 in der All-tim-Rangliste. Nach ihrem Abschluss als Major in Fach Politikwissenschaft wechselte Bugg im Mai 2016 in die Schweiz zu Neuchâtel Université Club Volleyball und spielte mit dem Team u. a. im CEV Volleyball Challenge Cup.
Im Mai 2017 gab der Dresdner SC die Verpflichtung von Madison Bugg bekannt. Sie unterzeichnete zunächst einen Zwei-Jahres-Vertrag bis 2019. In ihrer ersten Saison erreichte Bugg mit dem Dresdner Verein den Pokalsieg sowie den Einzug in das Playoff-Halbfinale. Zur Saison 2018/2019 zog Bugg die in ihrem Vertrag vorgesehene Ausstiegsklausel. Am 11. Mai 2018 gab Allianz MTV Stuttgart die Verpflichtung der Texanerin bekannt. Direkt in der Saison 2018/19 gelang Bugg mit den Stuttgartern der Einzug in das Finale des DVV-Pokals, wo man sich dem Konkurrenten SSC Palmberg Schwerin geschlagen geben musste, sowie der Gewinn der Deutschen Meisterschaft. Nach dem Ende der Saison gab der Verein den Abgang von Bugg bekannt.
Für die Saison 2019/20 unterzeichnete sie einen Einjahresvertrag beim französischen Verein ASPTT Mulhouse. Nachdem die Saison aufgrund der weltweiten COVID-19-Pandemie abgebrochen worden war, verlängerte Bugg ihren Vertrag Anfang Mai 2020 um eine weitere Saison, in der sie das nationale Double aus Meisterschaft und Pokal gewann und als „Beste Zuspielerin“ der Liga ausgezeichnet wurde.
Zur Saison 2021/21 wechselt Bugg in die italienische „Serie A1“ zum Aufsteiger Roma Volley Club.

### Nationalmannschaft
Bugg spielte für das Volleyball-Juniorinnenteam der Vereinigten Staaten und steht im Kader der Frauen-Volleyballnationalmannschaft der Vereinigten Staaten.

## Auszeichnungen (Auswahl)
- 2009: Most Valuable Player of the state championship
- 2009: North Carolina Gatorade Player of the Year
- 2010: Most Valuable Player of the state championship
- 2011: Most Valuable Player of the state championship
- 2011: North Carolina Gatorade Player of the Year
- 2011: Conference player of the year
- 2021: Beste Zuspielerin Französische Liga

## Privates
Madison Bugg ist die Tochter von Robin und Dick Bugg. Sie hat eine jüngere Schwester und einen jüngeren Bruder. Ihre Mutter spielte als Mittelblockerin im Volleyballteam der University of Tennessee, wo sie dreimal die All-conference-Ehrung erhielt. Madison Bugg ist die Freundin des Volleyballspielers Matthew West.